# Laolestes
Laolestes era un piccolo mammaliaforme primitivo vissuto in Nord America          durante il Giurassico (circa 150 milioni di anni fa).

## Piccolo e agile
Conosciuto solo per un scheletro parzialmente proveniente dalla formazione dello Utah, il laolestes è considerato un animale molto vicino all'origine dei veri mammiferi. L'aspetto di questo animale era simile a quello della maggior parte dei mammiferi mesozoici: piccolo e agile, che si cibava di insetti e aveva abitudini notturne come l'Adelobasileo.